# 畠山義里
畠山 義里（はたけやま よしさと）は、江戸時代中期の高家旗本。畠山義重とも。下野守、飛騨守。従四位下侍従。

## 略歴
畠山義真の次男。大和国宇智郡・河内国交野郡・摂津国豊嶋郡の計3120石を領する。
寛文3年（1663年）1月15日、高家に就任した。本家筋の河内畠山家・基玄より早く高家に列していたことになる。なお、この年の武鑑では猿楽町に居住していたとある。
貞享3年（1686年）3月27日、高家を辞任した。家督を長男の義寧に譲った。